# Bouvigny-Boyeffles
Bouvigny-Boyeffles – miejscowość i gmina we Francji, w regionie Hauts-de-France, w departamencie Pas-de-Calais.
Według danych na rok 1990 gminę zamieszkiwało 2317 osób, a gęstość zaludnienia wynosiła 255 osób/km² (wśród 1549 gmin regionu Nord-Pas-de-Calais Bouvigny-Boyeffles plasuje się na 330. miejscu pod względem liczby ludności, natomiast pod względem powierzchni na miejscu 377.).